# Dendrobium diffusum
Dendrobium diffusum är en orkidéart som beskrevs av Louis Otho Otto Williams. Dendrobium diffusum ingår i släktet Dendrobium, och familjen orkidéer. Inga underarter finns listade i Catalogue of Life.